# Euphorbia delicatissima
Euphorbia delicatissima là một loài thực vật có hoa trong họ Đại kích. Loài này được S.Carter mô tả khoa học đầu tiên năm 1990.